# Back to Back (Robert Berry)
Back to Back è il primo album da solista del musicista statunitense Robert Berry, pubblicato dalla Big Cheese Records (catalogo BCLP 1005) nel 1984.

## Tracce
Musiche e testi: Robert Berry, eccetto dove indicato.

### Lato A
1. Louie
2. Beetween the Lies
3. She Came In Through the Bathroom Window (Lennon-McCartney)
4. The Man in Me
5. Could Have Started Over

### Lato B
1. You Can't Do That
2. In the Middle of the Night
3. C'mon Everybody (E. Cochran - J. Capehart)
4. Life the Game
5. Allright
6. Subway